# Oberfeldbach
Oberfeldbach, im 19. Jahrhundert auch Ober-Velbeck, ist eine Hofschaft in Remscheid in Nordrhein-Westfalen (Deutschland).

## Lage und Verkehrsanbindung
Oberfeldbach liegt im südöstlichen Remscheid im statistischen Stadtteil Engelsburg des Stadtbezirks Lennep nahe dem größeren Ortsteil Hasenberg im Tal des Feldbachs. Weitere Nachbarorte sind Niederfeldbach, Repslöh, Lüdorf, Dörperhöhe, Dörpholz, Grünebirke, Schneppendahl, Nagelsberg und Müllersberg. Abgegangen sind Käsberg und Panzer.
Der Ort ist über eine durch bauliche Maßnahmen in der Mitte getrennte Anliegerstraße von der Landesstraße 412 erreichbar, die bei Kräwinklerbrücke abzweigt und über Engelsburg auch Repslöh anbindet.

## Geschichte
Offensichtlich gab es den Ort bereits Ende des 14. Jahrhunderts, denn am 22. August 1408 hatte Herzog Adolf VII. von Jülich-Berg unter anderem drei Höfe im Feldbachtal verpfänden lassen, da am Hofe große Geldnot bestand. Eine Urkunde aus dieser Zeit bezeugt den Verkauf dieser drei Höfe Feldbeck von Peter Veldbeck an Dietrich von Zweyvel. Feldbach wurde weiterhin 1484 als Velbeke urkundlich erwähnt. Die Karte Topographia Ducatus Montani aus dem Jahre 1715 zeigt den Hof als o.Feldbec. Im 17. und 18. Jahrhundert gehörte der Ort zum bergischen Amt Bornefeld-Hückeswagen. Im Jahre 1666 werden in den zu diesem Amt gehörigen Akten die Bewohner "Johan in der Velbeck" und "Johannes in der Velbeck" erwähnt. Das Namenssuffix -beck (auch -bick) ist eine niederdeutsche Form von Bach.
1832 gehörte Oberfeldbach der Lüdorfer Honschaft an, die ein Teil der Hückeswagener Außenbürgerschaft innerhalb der Bürgermeisterei Hückeswagen war. Die Statistik und Topographie des Regierungsbezirks Düsseldorf unterscheidet nicht zwischen Ober- und Niederfeldbach und gibt zu dieser Zeit für Velbeck neun Wohnhäuser und zehn landwirtschaftliche Gebäude an. 1815/16 lebten 50 Einwohner im Ort; für 1832 werden 58 angegeben, davon fünf katholischen und 53 evangelischen Glaubens. Es bleibt dabei aber unklar, ob mit diesem Zahlen Oberfeldbach, Niederfeldbach oder beide zusammen gemeint sind
Im Gemeindelexikon für die Provinz Rheinland werden 1885 für Oberfeldbach fünf Wohnhäuser mit 50 Einwohnern angegeben. Der Ort gehörte zu dieser Zeit zur Landgemeinde Neuhückeswagen innerhalb des Kreises Lennep. 1895 besitzt der Ort fünf Wohnhäuser mit 31 Einwohnern, 1905 vier Wohnhäuser und 37 Einwohner.
Der Ort lag im 19. Jahrhundert an der Grenze zur Gemeinde Fünfzehnhöfe, die 1906 größtenteils in Lennep eingemeindet wurde. Im Zuge der nordrhein-westfälischen Kommunalgebietsreform wurde am 1. Januar 1975 der östliche Bereich um Bergisch Born mit dem Hof Oberfeldbach aus der Stadt Hückeswagen herausgelöst und in die Stadt Remscheid eingegliedert.

## Landschaft und Natur
Ein landwirtschaftlicher Betrieb bestimmt in Oberfeldbach das Bild. Oberfeldbach ist umgeben vom Naturschutzgebiet Feldbachtal. Kuckucks-Lichtnelke und Sumpf-Veilchen gehören zu den seltenen und bemerkenswerten Arten um die Hofschaft.

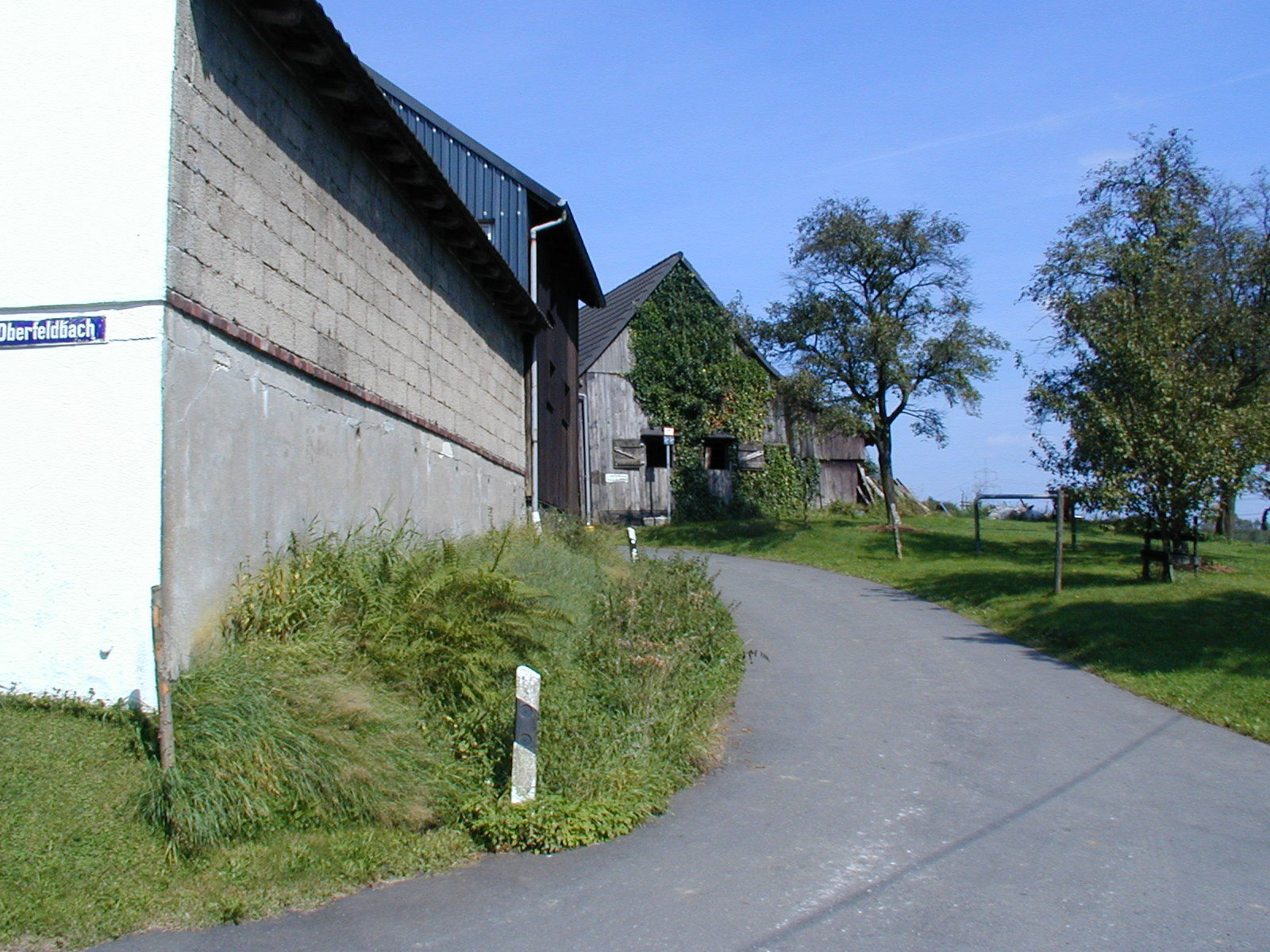
In Oberfeldbach
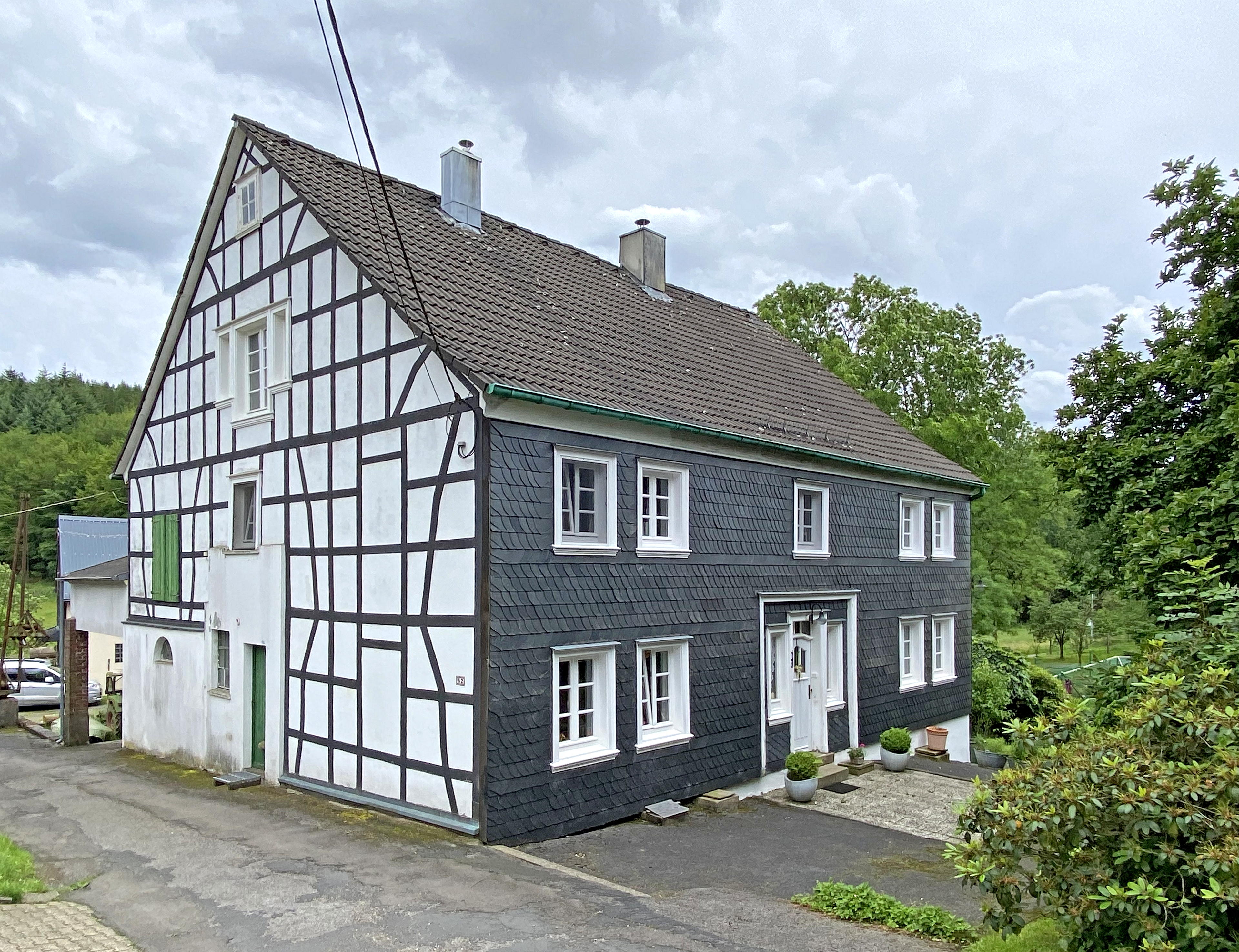
Baudenkmal Oberfeldbach 62
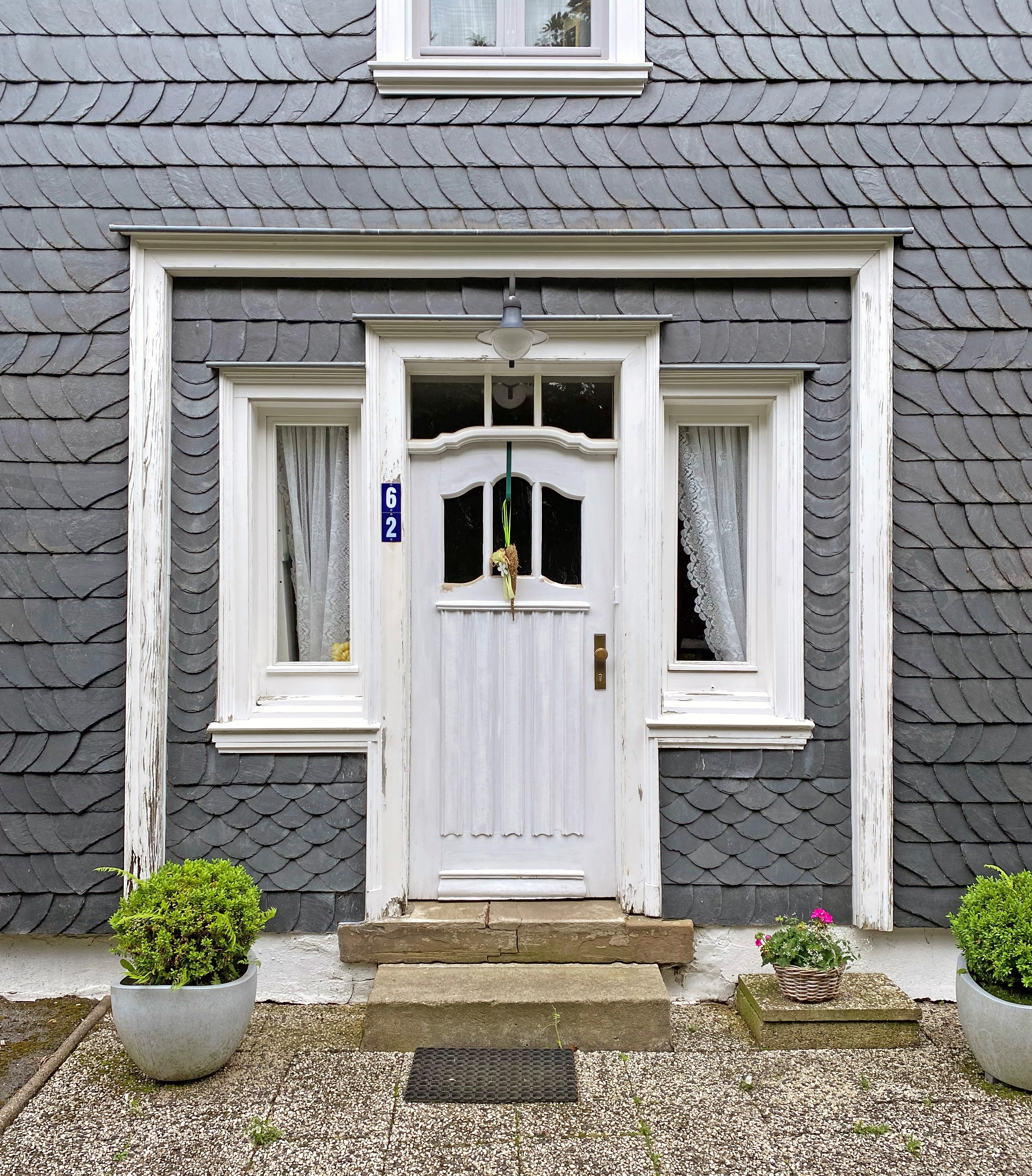
Hauseingang Oberfeldbach 62
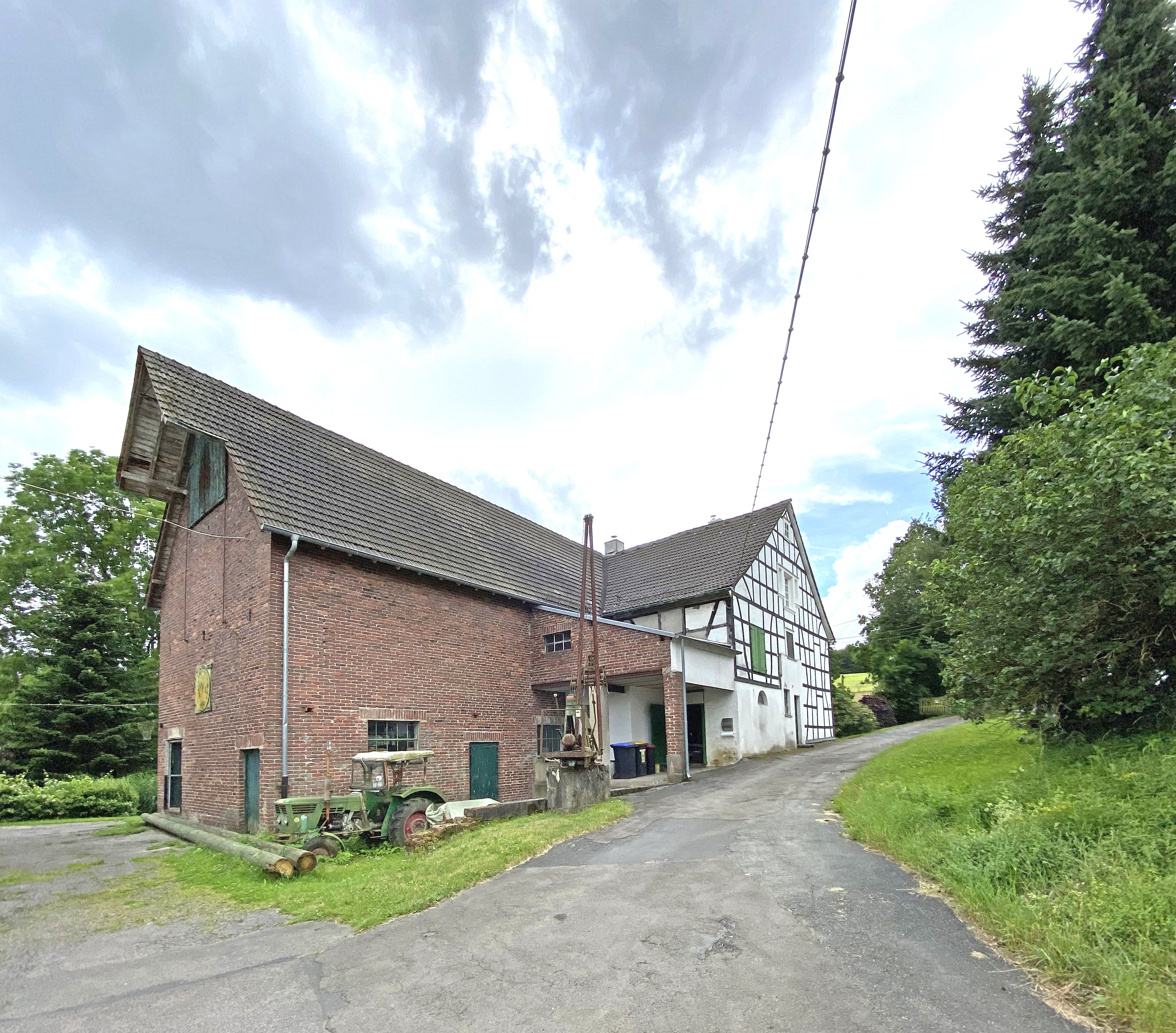
Oberfeldbach 62 Wirtschaftsgebäude
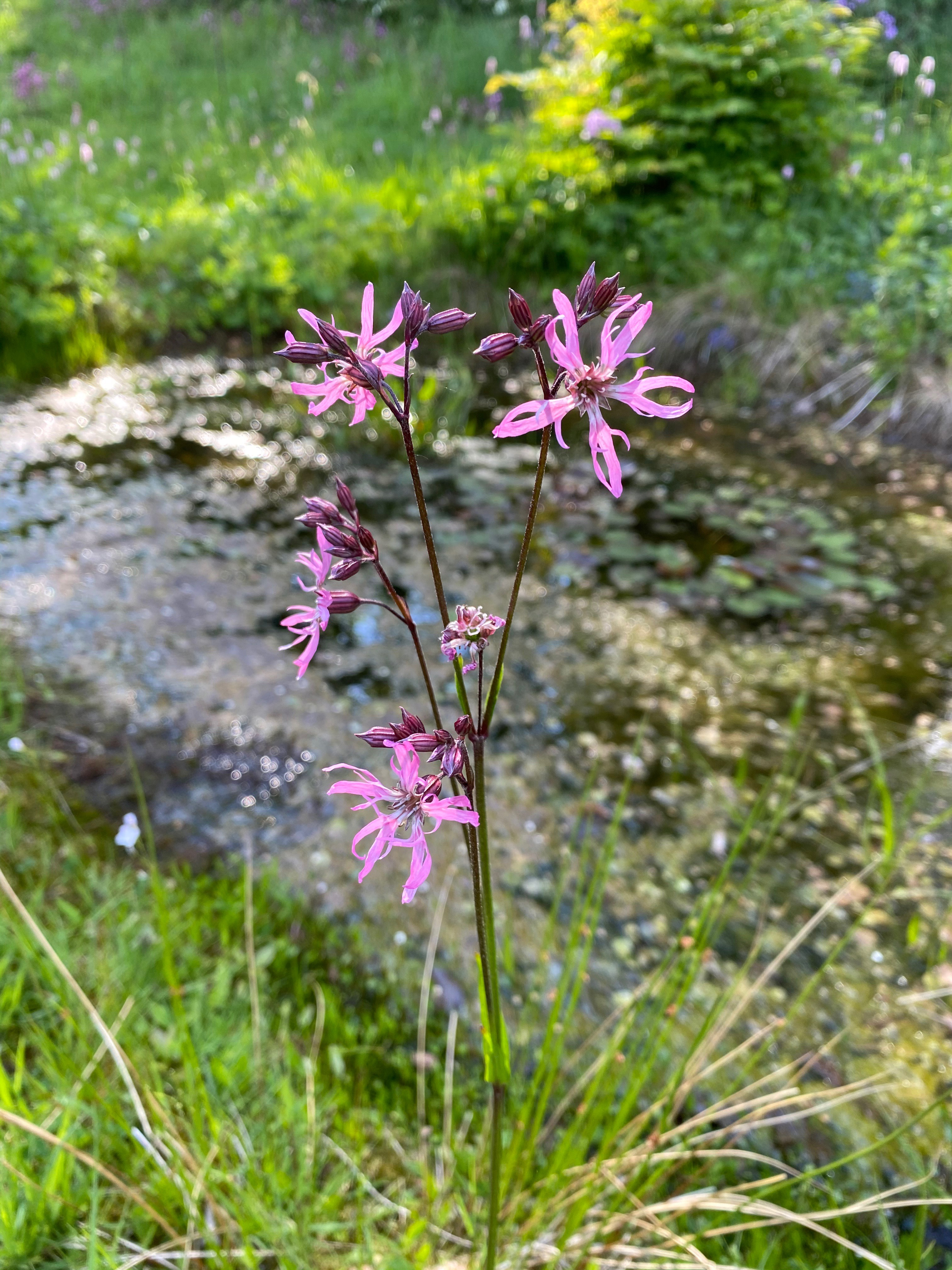
Kuckucks-Lichtnelke
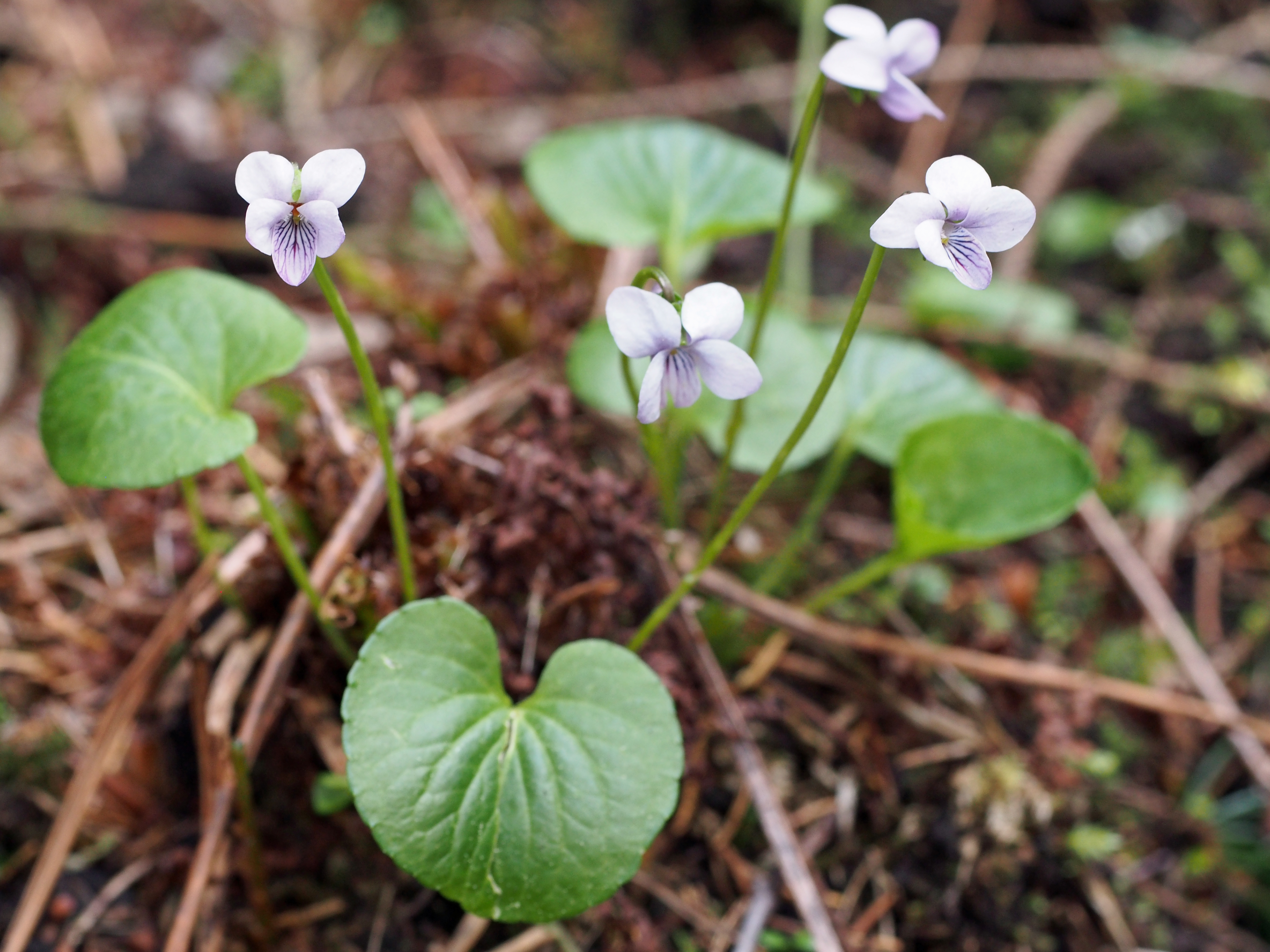
Sumpf-Veilchen